# اس‌اس انوس (۱۹۴۴)
اس‌اس انوس (۱۹۴۴) (به انگلیسی: SS Aenos (1944)) یک کشتی بود که طول آن ۲۷۹ فوت ۸ اینچ (۸۵٫۲۴ متر) بود. این کشتی در سال ۱۹۴۴ ساخته شد.